# Gherghești
Gherghești is een Roemeense gemeente in het district Vaslui.
Gherghești telt 2859 inwoners.